# John Dillinger
John Herbert Dillinger Jr., född 22 juni 1903 i Indianapolis, Indiana, USA, död 22 juli 1934 i Chicago, Illinois, USA, var en bankrånare i den amerikanska Mellanvästern i början av 1930-talet. Han betraktades som en farlig brottsling, som var inblandad i mord på flera poliser, rån på åtminstone två dussin banker och fyra polisstationer samt rymning från häktet två gånger, men vissa hyllade honom ändå som en modern Robin Hood. Han fick smeknamnet "The Jackrabbit" för sina graciösa rörelser under rånen, som att hoppa över diskar, och sin förmåga att precis lyckas smita undan polisen. Dillinger, tillsammans med andra brottslingar under den stora depressionen som Bonnie och Clyde och Ma Barker, dominerade den amerikanska pressen under en tid som ibland kallas för public enemy-eran (1931–1935), en period som ledde till att det modernare, mer sofistikerade FBI bildades.
Efter att ha tillbringat nästan ett helt år på flykt och gömt sig i Florida, Arizona, Michigan och Wisconsin, skadades Dillinger under en flykt från polisen och återvände till sin fars hem för att läka skadan. I juli 1934 återvände han till Chicago, där han genomfört sina främsta brott. Han upptäcktes där av polisen, som hade blivit informerad av en prostituerad. Den 22 juli närmade de sig honom då han steg ut från en biograf. Han drog sitt vapen och försökte fly, men sköts med tre skott; den dödande kulan gick ut genom ansiktet på honom.

## Ungdomsåren

### Familj och bakgrund
John Herbert Dillinger föddes den 22 juni 1903 i området Oak Hill i Indianapolis, Indiana, som det yngsta av två barn. Hans äldre syster, Audrey, föddes 1889. Fadern, John Wilson Dillinger (1864-1943) var en sträng livsmedelshandlare, som i intervjuer uppgav att han ansåg att barn behövde agas. Modern, Mary Ellen "Mollie" Lancaster (1860–1907), dog strax före pojkens fjärde födelsedag.
Systern Audrey gifte sig med Emmett "Fred" Hancock i april 1924 och fick totalt sju barn. John Dillinger togs om hand av systern fram till det att fadern gifte om sig 23 maj 1912 i Morgan County, Indiana, med Elizabeth "Lizzie" Fields (1878–1933). Dillinger fick tre halvsyskon, Hubert Dillinger (född cirka 1913), Doris M. Dillinger, (12 december 1917–14 mars 2001) och Frances Dillinger (född cirka 1922).

### Ungdom och äktenskap
Dillinger hade problem i skolan, han slogs, snattade och mobbade de yngre barnen. Han slutade skolan och började arbeta på en verkstad. Även om han arbetade hårt så brukade han festa hela nätterna. Fadern var orolig att staden inte var bra för sonen och övertalade honom att flytta till Mooresville, Indiana omkring 1920. Dillingers vilda och rebelliska beteende fortsatte trots flytten till småstaden. Han greps 1922 för bilstöld och hans förhållande till fadern blev sämre. John Dillinger tog värvning i den amerikanska flottan,  men deserterade några månader senare när hans fartyg låg i Boston.
Dillinger återvände till Mooresville där han träffade Beryl Ethel Hovious (född 1906) och de gifte sig i Martinsville den  12 april 1924. Han försökte att slå sig till ro, men han hade svårt att behålla ett arbete och få sitt äktenskap att hålla. De skildes 1929.
Dillinger lyckades inte finna något arbete och började att planera ett bankrån tillsammans med sin vän Ed Singleton. De rånade en mataffär och stal 120 dollar. En präst, som kände igen dem, blev dock vittne till flykten och polisanmälde dem. De båda greps följande dag. Singleton hävdade att han var oskyldig, men Dillingers far övertalade honom att erkänna brottet. Dillinger dömdes till 10-20 års fängelse. Fadern sa till reportrar att han ångrade att han givit sonen detta råd och var förskräckt över den orättvisa domen. Han bad domaren att korta straffet, men lyckades inte. På väg till fängelset flydde Dillinger, men kunde gripas inom några få minuter.

## Brottsbana

### Fängelse
Dillinger anammade den brottsliga livsstilen bakom galler på Indiana State Prison i Michigan City. Han ska ha sagt "Jag ska bli den elakaste jävel ni någonsin skådat när jag kommer ut härifrån" när han skrevs in på fängelset.  Han var bitter på samhället på grund av det långa straffet och blev vän med andra brottslingar, förhärdade bankrånare som Harry Pierpont från Muncie och Russell "Boobie" Clark från Terre Haute, som lärde Dillinger hur man lyckades med brott. Dessa män började i fängelset planera de rån som de skulle begå kort efter de blivit fria.
Dillingers far kämpade för att få sonen frigiven och lyckades få 188 namnunderskrifter. Dillinger fick villkorlig frigivning 10 maj 1933 efter att ha tillbringat åtta och ett halvt år i fängelse. Dillingers styvmor hade blivit sjuk strax innan han släpptes från fängelset, och hon dog innan han kom hem. Han frisläpptes när den stora depressionen var som värst, så han hade inte särskilt stora möjligheter att hitta något arbete. Han fortsatte att begå brott, och den 22 september rånade han en bank i Bluffton, Ohio. Han jagades av polisen från Dayton, och häktades i Lima, Ohio. När de visiterade honom hittade de något som såg ut att vara en rymningsplan från ett fängelse och krävde att han skulle berätta vad det betydde, men han vägrade.
Dillinger hjälpte till planera Pierponts, Clarks och sex andra medfångars rymning. Han hade vänner som smugglade in gevär i deras celler och de dödade två vakter och rymde, fyra dagar efter att Dillinger greps. I det första Dillingergänget ingick Pierpont, Clark, Charles Makley, Edward W. Shouse, Jr. från Terre Haute, Harry Copeland, "Oklahoma Jack" Clark, Walter Dietrich och John "Red" Hamilton. Tre av dem kom till Lima den 12 oktober och låtsades vara poliser från Indiana, som kommit för att hämta Dillinger. När vakten frågade efter deras papper skadesköt de honom och slog honom medvetslös. De fyra männen rymde till Indiana där de anslöt sig till resten av gänget.

### Bankrån
| Bankrån som Dillingergänget ska ha utfört                         | Bankrån som Dillingergänget ska ha utfört | Bankrån som Dillingergänget ska ha utfört |
| Plats                                                             | Datum                                     | Belopp                                    |
| ----------------------------------------------------------------- | ----------------------------------------- | ----------------------------------------- |
| Commercial Bank, Daleville, Indiana                               | 17 juli 1933                              | 3 500 dollar                              |
| Montpelier National Bank, Montpelier, Indiana                     | 4 augusti 1933                            | 6 700 dollar                              |
| Bluffton Bank, Bluffton, Ohio                                     | 14 augusti 1933                           | 6 000 dollar                              |
| Massachusetts Avenue State Bank, Indianapolis, Indiana            | 8 september 1933                          | 21 000 dollar                             |
| Central National Bank and Trust Co., Greencastle, Indiana         | 23 oktober 1933                           | 76 000 dollar                             |
| American Bank and Trust Co., Racine, Wisconsin                    | 20 november 1933                          | 28 000 dollar                             |
| Unity Trust and Savings Bank, Chicago, Illinois                   | 13 december 1933                          | 8 700 dollar                              |
| First National Bank, East Chicago, Indiana,                       | 15 januari 1934                           | 20 000 dollar                             |
| Securities National Bank and Trust Co., Sioux Falls, South Dakota | 6 mars 1934                               | 49 500 dollar                             |
| First National Bank, Mason City, Iowa                             | 13 mars 1934                              | 52 000 dollar                             |
| Merchants National Bank, South Bend, Indiana                      | 30 juni 1934                              | 29 890 dollar                             |

FBI hjälpte till för att identifiera brottslingarna, trots att de inte brutit mot någon federal lag. Detta var ett av de första fall där FBI ingrep utanför sin jurisdiktion. Med hjälp av sin överlägsna fingeravtrycksteknik så lyckades de att identifiera alla av de misstänkta, utfärdade nationella bulletiner och utlovade belöningar.
Dillinger och hans gäng började råna en serie banker runtom i Indiana. Dillinger ska ha låtsats vara en representant för ett företag som sålde alarm till banker. Han kunde på detta sätt få tillgång till säkerhetssystem och bankvalv i Indiana och Ohio. Vid ett annat tillfälle ska de ha låtsats vara personer från filmbranschen som letade efter platser där de skulle kunna spela in en "bankrånsscen". Den här typen av berättelser gjorde att Dillinger alltmer började bli en legend. Dillinger tros ha varit del av gäng som rånat dussintals banker på över 300 000 dollar. De banker som de ska ha rånat var Commercial Bank, Daleville, Indiana (3 500 dollar, 17 juli 1933) Montpelier National Bank, Montpelier, Indiana (6 700 dollar, 4 augusti 1933), Bluffton Bank, Bluffton, Ohio, (6 000 dollar 14 augusti 1933), Massachusetts Avenue State Bank, Indianapolis, Indiana, (21 000 dollar, 8 september 1933), Central National Bank and Trust Co., Greencastle, Indiana, (76 000 dollar, 23 oktober 1933), American Bank and Trust Co., Racine, Wisconsin (28 000 dollar, 20 november 1933); Unity Trust and Savings Bank, Chicago, Illinois (8 700 dollar, 13 december 1933), First National Bank, East Chicago, Indiana, (20 000 dollar,  15 januari 1934); Securities National Bank and Trust Co., Sioux Falls, South Dakota (49 500 dollar, 6 mars 1934); First National Bank, Mason City, Iowa, (52 000 dollar, 13 mars 1934) och Merchants National Bank, South Bend, Indiana, (29 890 dollar 30 juni 1934).
Gänget stal maskingevär, gevär, revolvrar, ammunition och skottsäkra västar från polisens lager i Auburn och Peru i Indiana och begav sig sedan till Chicago. Den 14 december dödade en i gänget en polis. En månad senare dödades ännu en polis i ett bankrån på First National Bank i East Chicago. När polisen började närma sig dem lämnade de Chicago för att gömma sig i Florida och sedan i Tucson, Arizona. På Gardener Hotel i El Paso, Texas var det så mycket poliser att Dillinger inte försökte åka över gränsen vid Santa Fe-bron i centrala El Paso till Ciudad Juárez, Mexiko.

### På flykt

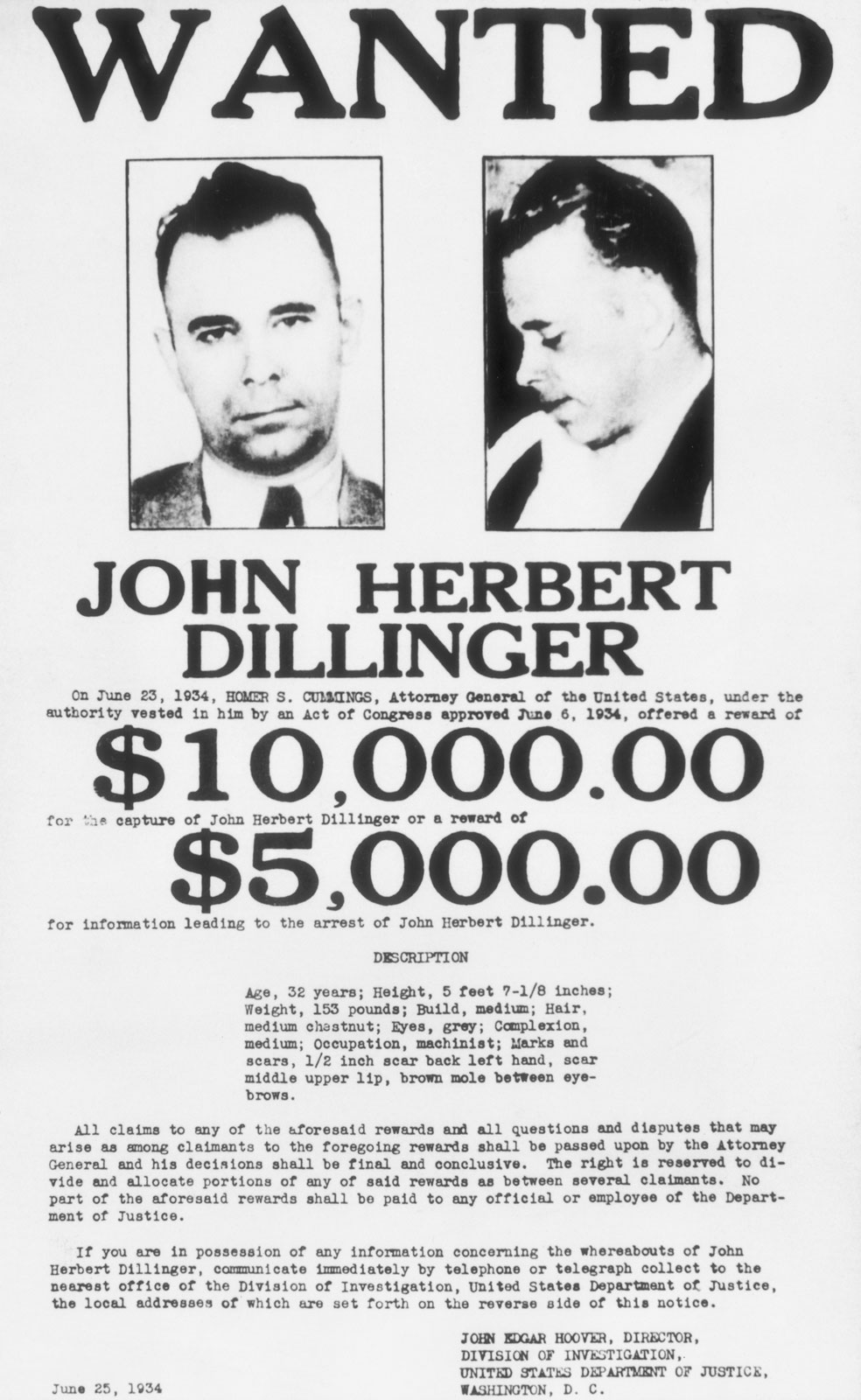
John Dillinger på en efterlysningsaffisch

Brand utbröt på det hotell i Tucson där de bodde. De tvingades lämna sitt bagage och kunde räddas genom ett fönster, ut på en brandbilsstege. Charles Makley gav några av brandmännen 12 dollar för att de skulle klättra upp och hämta deras bagage. Brandmännen kände senare igen dem när de bläddrade igenom ett exemplar av True Detective och meddelade polisen som grep fem i gänget, däribland Dillinger. De hade över 25 000 dollar i kontanter, tre k-pistar och fem maskingevär. Tucson firar denna historiska dag med en årlig festival, "Dillinger Days", där händelserna spelas upp. .
De utlämnades till Indiana och hamnade i häktet i Crown Point. Dillinger åtalades för mordet på en polis i East Chicago. Polisen skröt i tidningarna att häktet var rymningssäkert och att de satt ut extra vakter för säkerhets skull. Dillinger lyckades i hemlighet tälja en träpistol i sin cell. Med hjälp av den lyckades han lura en vakt att öppna Dillingers cell. Han tog sedan två män som gisslan, samlade in alla vakter i sin cell, låste in dem och rymde. Dillinger stal sheriff Lillian Holleys nya Ford, vilket fick henne och staden att skämmas, och reste till Chicago. I och med att han korsade en statsgräns i en stulen bil så bröt han mot en federal fordonslag. Detta låg under FBI:s jurisdiktion och de tog över fallet efter det att bilen hittats övergiven i Chicago.
Dillinger flyttade ihop med sin flickvän Evelyn "Billie" Frechette. De fortsatte till  Saint Paul, Minnesota där de träffade flera medlemmar i gänget. Deras hyresvärd blev misstänksam och den 30 mars 1934 meddelade han sina misstankar till en FBI-agent. Byggnaden bevakades och det konstaterades snart att Dillinger befann sig i lägenheten. Han öppnade eld mot agenterna och flydde genom en dörr, hela gänget började skjuta mot agenterna och flydde ut genom en bakdörr innan agenterna kunde få förstärkning. Dillinger hade skadats och behövde vård, så han och flickvännen for till Dillingers fars hus i Mooresville, där de stannade tills hans skada läkt. När Frechette återvände till Chicago för att besöka en vän greps hon, men hon vägrade att uppge var Dillinger befann sig.
Tillsammans med en i gänget rånade Dillinger en polisstation i Warsaw, Indiana och stal vapen och skottsäkra västar. De båda reste sedan till Upper Peninsula i Michigan, där de stannade under en kort tid. Dillinger hade fått ett tips om att FBI var på väg mot staden och lämnade den några dagar innan agenterna anlände.

## De sista månaderna

### Little Bohemia Lodge

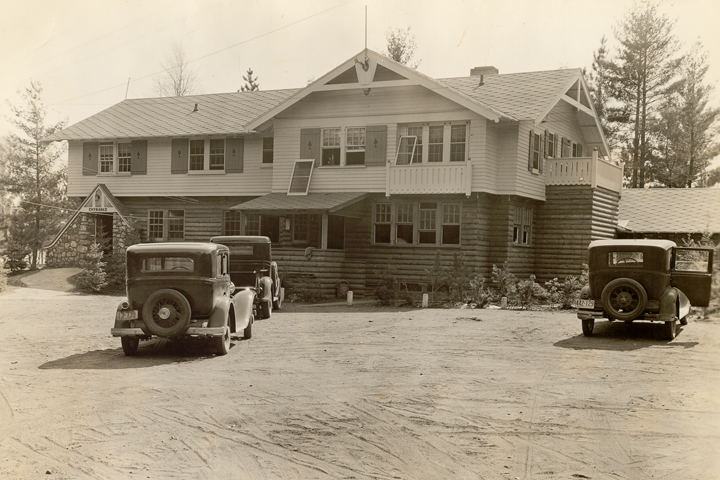
Little Bohemia Lodge i Manitowish Waters i norra Wisconsin.

I april tog Dillinger-gänget in på Little Bohemia Lodge i Manitowish Waters i norra Wisconsin. Gänget försäkrade ägaren Emil Wanatka att de inte skulle ställa till några problem, men de bevakade honom och hans familj när de gav sig av eller talade i telefon. Emils fru Nan och hennes bror lyckades komma undan Baby Face Nelson, som förföljde dem, och postade ett varningsbrev till ett U.S. Attorney-kontor i Chicago, som sedan kontaktade FBI. Några dagar senare närmade sig en FBI-styrka, ledd av Hugh Clegg och Melvin Purvis, stället i gryningen. Två skällande vakthundar upptäckte dem, men gänget var så vana vid Nan Wanatkas hundar att de inte brydde sig om att se efter varför de hade reagerat. Det var först efter att FBI av misstag råkat skjuta ned en av de boende och två oskyldiga Civilian Conservation Corps-arbetare som var på väg att köra iväg i en bil, som Dillinger-gänget upptäckte att FBI var där. Skottlossning utbröt, men hela gänget lyckades fly på olika sätt, trots FBI:s försök att omringa och storma platsen. Agent W. Carter Baum dödades av "Baby Face" Nelson under eldstriden.
Under sommaren 1934 försvann Dillinger ur sikte och FBI hade inga ledtrådar. Han hade rest tillbaka till Chicago, där han gick under aliaset Jimmy Lawrence, en småtjuv som påminde om bankrånaren. Han började arbeta på kontor och skaffade en ny flickvän, Polly Hamilton, som inte hade någon aning om vem han egentligen var. I en storstad som Chicago kunde Dillinger leva ett anonymt liv under en tid. Vad Dillinger inte insåg var att FBI:s nät drogs åt kring honom och när de hittade hans blodiga flyktbil på en gata i Chicago var de säkra att han befann sig i staden.

### En dam i rött

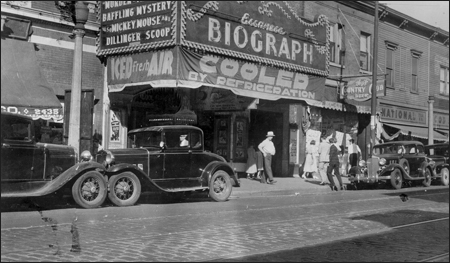
FBI-fotografi av Biograph 1934, kort efter Dillingers död.

FBI-chefen J. Edgar Hoover skapade en specialgrupp i Chicago för att hitta Dillinger. Den 21 juli kontaktade Ana Cumpănaş, även känd som Anna Sageen, en bordellmamma från Gary, Indiana, polisen. Hon var en rumänsk invandrare som hotats med utvisning för "låg moral" och hon erbjöd FBI information om Dillinger i utbyte mot att de skulle hjälpa henne att få stanna. FBI gick med på förslaget. Cumpănaş avslöjade att Dillinger hade umgåtts med en annan prostituerad, Polly Hamilton, och att hon och paret skulle gå och se en film följande dag. Hon gick med på att bära en röd klänning så att polisen lätt skulle kunna identifiera henne på biografen. Hon var osäker på vilken biograf de skulle till, men uppgav att de troligen skulle till Biograph eller Marbro.
FBI-agenter bildade en polisstyrka, med poliser från andra platser än Chicago. Chicagopolisen uteslöts, eftersom man ansåg att man inte kunde lita på dem. De ville inte riskera att han skulle lyckas med ännu en flykt och bildade två lag. Den 22 juli skickades en del av dem till biografen Marbro och de andra till Biograph och de började bevaka båda biograferna. Chefen på den biograf där Dillinger befann sig trodde dock att agenterna var brottslingar som var på väg att råna biografen och ringde polisen. FBI var tvungna att berätta för Chicagopoliserna som anlände att de var agenter som bevakade biografen på grund av en mycket viktig måltavla.

### Biograph Theater
Dillinger såg En Manhattan-melodram på Biograph Theater i Lincoln Park-området. Dillinger var tillsammans med flickvännen Polly Hamilton och Ana Cumpănaş. När man hade fastställt att Dillinger befann sig på biografen kontaktade Samuel A. Cowley, som ledde operationen J. Edgar Hoover för anvisningar och fick rådet att vänta utanför, för att inte riskera en eldstrid i en fullsatt biograf. Han sa åt agenterna att inte utsätta sig för fara och att vem som helst kunde skjuta mot Dillinger efter första tecken på motstånd. När publiken släpptes ut stod Melvin Purvis vid dörren och signalerade att Dillinger gått ut genom att tända en cigarr. Både han och de andra agenterna rapporterade att Dillinger vände på huvudet och tittade rakt på agenten medan han gick förbi, tittade över gatan, gick framför kvinnorna, försökte dra fram ett vapen och sprang in i en gränd i närheten. 

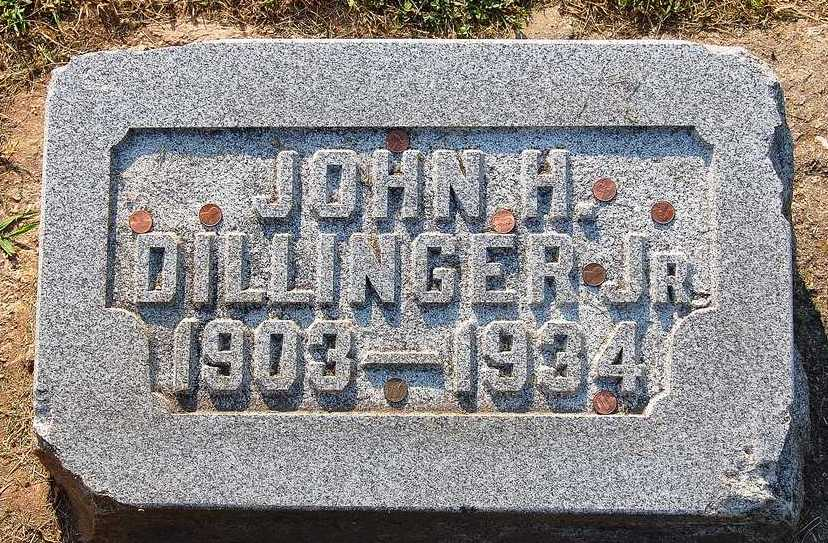
Dillingers grav på Crown Hill Cemetery, Indianapolis, Indiana.

Tre agenter öppnade eld; de sköt fem skott. Dillinger träffades bakifrån och föll med ansiktet först ned i gatan. Två kvinnor fick lättare skador i benen och skinkor av kulor och tegelfragment. Dillinger sköts med tre skott, två i bröstet och det dödande skottet som gick in genom nacken och ut strax under hans högra öga. En ambulans tillkallades - även om det var klart att Dillinger hade dött snabbt. Klockan 22.50 den 22 juli 1934 dödförklarades John på Alexian Brothers Hospital. Enligt FBI hade Dillinger dött utan att säga ett ord. Dillingers lik visades för allmänheten på Cook Countys bårhus.
Dillinger begravdes på Crown Hill Cemetery i Indianapolis. Hans gravsten har ersatts flera gånger på grund av att den vandaliserats av folk som karvat loss bitar av den som souvenirer.

## Dillinger på film
- Lawrence Tierney spelade Dillinger i den första filmen om hans liv; Dillinger (1945).
- I The FBI Story från 1959 med James Stewart, spelade Jean Willes Anna Sage och Dillinger spelades av Scott Peters.
- I Marco Ferreris film Dillinger Is Dead från 1969 finns dokumentära bilder av Dillinger, samt tidningsklipp.
- Dillinger, från 1973, skriven och regisserad av John Milius med Warren Oates i titelrollen, visade gänget på ett mycket sympatiskt sätt, som det antihjältetema som blivit populärt i filmer efter Bonnie and Clyde (1967).
- Lewis Teague regisserade The Lady in Red, från 1979, med Pamela Sue Martin som damen i röd klänning. Men i denna film är det Dillingers flickvän Polly som bär rött, inte den rumänska informatören Anna Sage (Louise Fletcher). Sage lurar Polly att bära rött så FBI-agenterna ska kunna identifiera Dillinger (Robert Conrad) då de går ut från biografen.
- Martin Sheen spelade John Dillinger i filmen "Dillinger and Capone"
- I TV-filmen Dillinger, som släpptes 1991, medverkade Mark Harmon.
- Michael Manns film Public Enemies från 2009 är baserad på Bryan Burroughs bok Public Enemies: America's Greatest Crime Wave and the Birth of the FBI, 1933-43.[33] I rollerna ses Johnny Depp som John Dillinger och Christian Bale som FBI-agenten Melvin Purvis, vilken är felaktig när det gäller viktiga historiska detaljer om hur Pretty Boy Floyd och Baby Face Nelson dog.[34]

## Dillinger i populärkultur
John Dillinger är en av huvudkaraktärerna i romanen The Illuminatus! trilogy av Robert Shea och Robert Anton Wilson, där han strider mot Illuminati tillsammans med Hagbard Celine och de andra discordianerna.

## Dillinger som religion
John Dillinger died for you society – John Dillinger dog för dig-sällskapet är en kyrka som har som huvudbudskap "Ligg ner på golvet och ta det lugnt", precis som Dillinger ofta sa under sina bankrån.